# Prosper Proux
Prosper Proux (Poullaouen, Bro Kernev 1811-Gwerleskin, 1873) fou un poeta bretó, contemporani de Théodore Hersart de la Villemarqué i Aougust Brizeug autor de les poesies Kanaouennou gret gant eur C’hernevod (Cançons compostes per un cornuallès, 1835) i Bombard Kerné (Bombarda cornuallesa, 1866).